# أندريس سيغوفيا
أندريس سيغوفيا (بالإسبانية: Andrés Segovia Torres)‏ هو عازف قيثارة وموسيقي وملحن إسباني، ولد في 21 فبراير 1893 في ليناريس في إسبانيا، وتوفي في 2 يونيو 1987 في مدريد في إسبانيا بسبب نوبة قلبية.

## وصلات خارجية
- أندريس سيغوفيا على موقع IMDb (الإنجليزية)
- أندريس سيغوفيا على موقع الموسوعة البريطانية (الإنجليزية)
- أندريس سيغوفيا على موقع مونزينجر (الألمانية)
- أندريس سيغوفيا على موقع ميوزك برينز (الإنجليزية)
- أندريس سيغوفيا على موقع إن إن دي بي (الإنجليزية)
- أندريس سيغوفيا على موقع أول ميوزيك (الإنجليزية)
- أندريس سيغوفيا على موقع ديسكوغز (الإنجليزية)
- أندريس سيغوفيا على موقع قاعدة بيانات الفيلم (الإنجليزية)